# 타임 투 리브 (영화)
타임 투 리브(Le Temps Qui Reste, Time To Leave)는 프랑스에서 제작된 프랑소와 오종 감독의 2005년 드라마 영화이다. 멜빌 푸포 등이 주연으로 출연하였고 올리비에 델보스크 등이 제작에 참여하였다.

## 출연

### 주연
- 멜빌 푸포

### 조연
- 잔느 모로
- 발레리아 브루니 테데스키
- 다니엘 듀발
- 마리 리비에르
- 크리스찬 센게왈드
- 루이즈-앤 이포

## 제작진
- 미술: 카샤 비스콥